# Yağmurtepe, Siirt
Yağmurtepe là một xã thuộc thành phố Siirt, tỉnh Siirt, Thổ Nhĩ Kỳ. Dân số thời điểm năm 2008 là 436 người.